# Sälöfjordsvallen

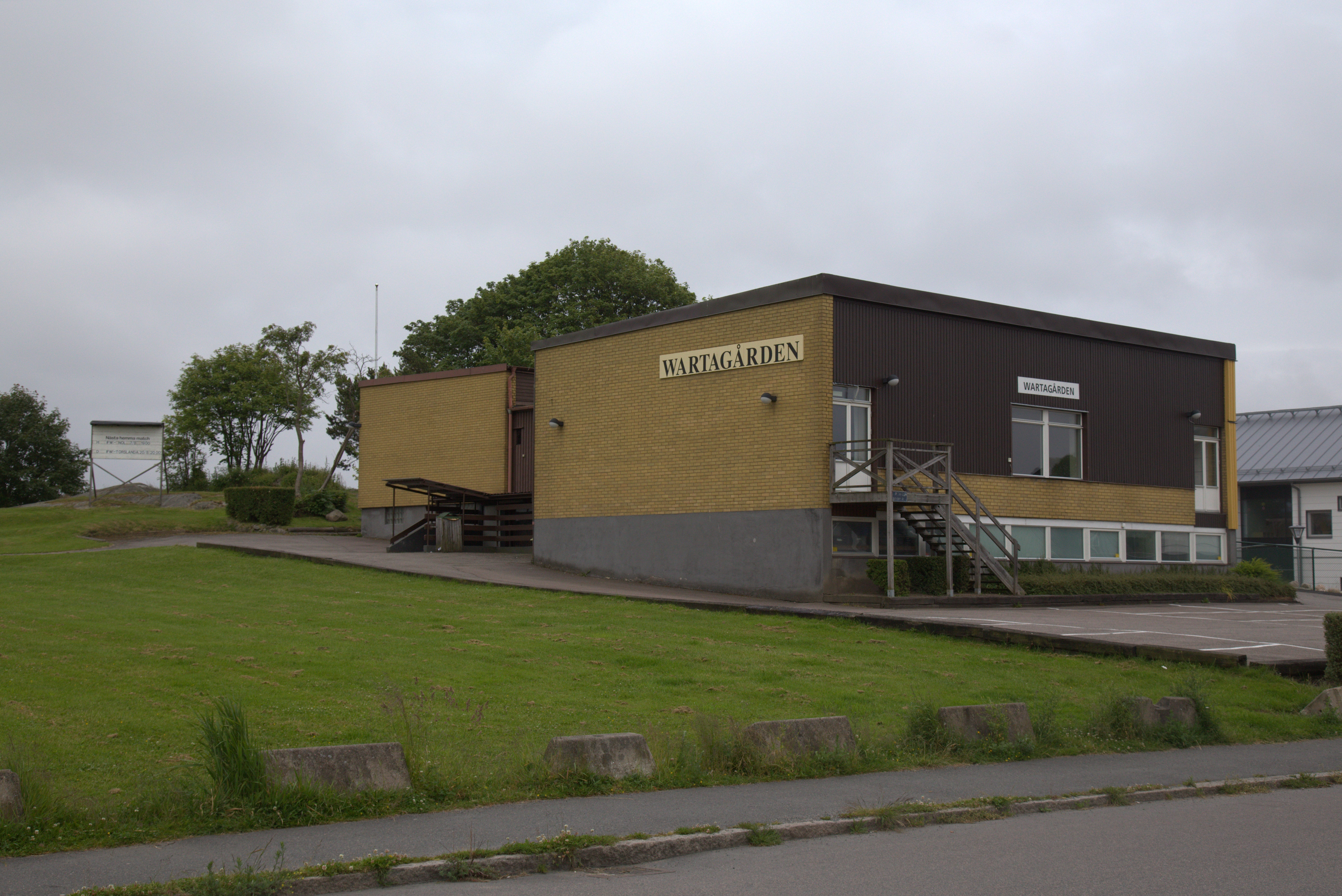
IF Wartas klubbstuga Wartagården.

Sälöfjordsvallen, även kallad Sälöfjordsplan,  ligger på Hisingen i Göteborg och förvaltas av Göteborgs kommun. Fotbollsanläggningen är IF Wartas hemmaplan. Här ligger även IF Wartas klubbstuga, Wartagården.
Sälöfjordsvallen består av tre fotbollsplaner:
- Grusplan för 7-mannaspel
- Naturgräsplan för 11-mannaspel
- Konstgräsplan för 11-mannaspel

Konstgräsplanen anlades 2007 och ersatte då den tidigare 11-mannaplanen som hade grusunderlag.